# خوان دي بييانويبا
خوان دي فيلانويفا (بالإسبانية: Juan de Villanueva) هو مهندس معماري إسباني، ولد في 15 سبتمبر 1739 في مدريد في إسبانيا، وتوفي بنفس المكان في 22 أغسطس 1811.

## وصلات خارجية
- خوان دي فيلانويفا على موقع الموسوعة البريطانية (الإنجليزية)